# Přechlazená voda
Přechlazená, nebo také podchlazená voda, je voda o teplotě pod bodem tuhnutí nacházející se v tzv. metastabilním stavu, kdy netuhne na led a zůstává v kapalném skupenství. Za normálního tlaku je bod tuhnutí čisté vody 0 °C (273,15 K).
Voda pod bodem tuhnutí bude krystalizovat pouze za přítomnosti krystalizačních jader nebo při velkém podchlazení. Doložena je i přechlazená voda za normálního tlaku při teplotě -42,55 °C.
Kapičky přechlazené vody jsou často ve vrstevnatých a kupovitých oblacích. Jestliže se takovéto kapičky setkají s chladnými křídly letadla, přemění se v led.
Na vytvoření ledu hraje roli i struktura povrchu.
Obdobný proces při tání pevných látek neexistuje. Pevné látky tají vždy při dané teplotě a tlaku.[zdroj?]